# 白山市立東明小学校
白山市立東明小学校 （はくさんしりつ とうめいしょうがっこう）は石川県白山市徳丸町にある公立小学校。

## 概要
1978年に松任小学校の過密化解消を目的に松任小学校から分離開校した。中奥地区と郷地区（横江町を除く）を校区としている。白山市と野々市市が接するところにあり、43年の歴史がある。
校舎は1978年11月に完成した。その後、1981年と2011年に増築工事を行った。
近年、菜の花ニュータウンの子育て世代中心の人口増加により、本校の児童数も増加傾向にある。更には、国道8号線や金沢外環状道路といった幹線道路により中核市である金沢市と直結していること、大型商業施設や飲食店が多数立地していることなどから、今後も子育て世代の転入が見込まれているところである。

## 沿革
- 1978年4月1日 - 松任小学校過密化解消を目的に松任第二小学校として発足（新校舎建設まで松任小学校内に同居）[2]
- 1978年10月5日 - 松任市立東明小学校と改名。同時に校章を制定[2]
- 1978年11月30日 - 松任小学校より新校舎に移転。12月4日より授業を開始[2]
- 1979年7月14日 - 屋外プール完成[2]
- 1980年9月30日 - 石川県教育委員会より優良ＰＴＡとして受彰[2]
- 1981年3月20日 - 児童増により六教室増築(校舎東側)[2]
- 1982年12月3日 - 東明小学校校訓の碑建立（強く・さとく・正しく・やさしく）（寄贈　喜成重松氏、揮毫　窪田長一氏）[2]
- 1998年4月1日 - 指導方法改善実施ＴＴ方式導入。ＴＴ指導教員加配、学校図書館司書市職員配置[2]
- 1998年7月25日 - 東明小学校大規模改造工事（第一期）（普通教室、職員室、校長室、機械室、給水タンク他）[2]
- 1999年7月24日 - 東明小学校大規模改造・地震補強建築工事(第二期)（耐震改修補強、体育館、給食調理室、昇降口、保健室、図工室、理科室、家庭室、音楽室、図書室、放送室、パソコン室、一階廊下、各階西側トイレ、玄関アプローチ、校務員室等）[2]
- 2001年3月23日 - 東明小学校大規模改造・地震補強建築工事１年検査[2]
- 2005年2月1日 - 市町村合併により松任市から白山市になり、白山市立東明小学校に校名変更[2]
- 2006年4月1日 - 機械室天井アスベスト除去工事[2]
- 2011年4月1日 - 校舎増築部分検査完了引き渡し。図書館を２階から１階に移転[2]
- 2012年5月 - 教室天井に扇風機設置[2]
- 2021年4月1日 - 校舎増築工事開始[2]
- 2022年4月1日 - 大規模改造工事開始[4]

## 通学区域
卒業後に松任中学校へ進学する区域
三浦町、幸明町、橋爪新町、福正寺町、橋爪町、長竹町、乾町、中奥町、徳丸町、三幸町、青葉台一～二丁目、美里町、菜の花一～三丁目、木津町（ただし、626～669、737～740、749～755、1954番地のみ。）
卒業後光野中学校に進学する区域
専福寺町、田中町、五歩市町（ただし、東八ツ矢区を除く。）、番匠町（ただし、あさひ荘苑四丁目を除く。）

## 進学先中学校
- 松任中学校
- 光野中学校

## 出身著名人
- とよ・まーし（ぶんぶんボウル）
- 本谷有希子（小説家、劇作家）[6]

## 周辺
- Honda Cars 石川西 白山店
- コストコ 野々市倉庫店
- 満天の湯・道の宿 白山インター店
- 金沢ハウジングセンター野々市展示場
- 若宮公園
- フェアモール松任

## アクセス
- ■JR西日本北陸本線松任駅より車で4分
- 北陸鉄道 徳丸（白山市）バス停より250ｍ